# Bůh ostrova
Bůh ostrova (v italském originále Ilo e Zeus, ale uvedeno pouze v anglickém překladu jako The Island God) je jednoaktová opera italsko-amerického skladatele Giana Carla Menottiho na vlastní (italské) libreto z roku 1941, přeložené do angličtiny Flemingem McLeishem. Byla napsána na objednávku newyorské Metropolitní opery, která ji také poprvé uvedla 20. února 1942 (v kombinaci s Leoncavallovými Komedianty, později též s Pucciniho Bohémou).
Podnětem k objednávce byl zejména úspěch, který v Metropolitní opeře předtím (roku 1939) měla skladatelova komická aktovka Amélie jde na ples. Nová opera – přes účast oblíbených pilířů newyorského souboru, barytonisty Leonarda Warrena jako Ila a mezzosopranistky Astrid Varnayové v úloze zasněné Teley – neměla velký úspěch u obecenstva, které podle obou předchozích Menottiho děl (Amélie a Staré panny a zloděje) očekávalo něco zábavného, ale ani u kritiky. Kritik Oscar Thompson v Musical America o libretu prohlásil, že je „poetické“, ale „spíše statické“ a „účinnější jako literární koncept než jako materiál pro operu“. Hudba je podle Thompsona „převážně v post-pucciniovském ariosovém stylu“ s příliš lomozným orchestrálním doprovodem (což však mohla být vina dirigenta) a nejvíce si z dramatického i hudebního hlediska cenil hádankového milostného dialogu Lucy a Teley. Bůh ostrova se hrál celkem jen čtyřikrát.
Skladatel s operou později nebyl spokojen a nepovolil její další provozování, naopak pokoušel se zničit všechny exempláře partitury. Část neúspěchu kladl na nevhodné nastudování a u všech svých pozdějších oper usiloval o zásadní dohled nad inscenací, většinu jich i sám režíroval. Na rozdíl od jiných oper však nikdy neusiloval o znovuuvedení Boha ostrova, v jednom z rozhovorů řekl: „Těchto muk vás ušetřím.“ Podle pozdějších vzpomínek se po kritickém úspěchu svých prvních komických oper rozhodl napsat něco hlubokomyslného, aby ukázal svůj talent, a napsal „obrovskou nudu“.

## Osoby a první obsazení
| Osoba       | hlasový obor         | světová premiéra (20.2.1942) |
| ----------- | -------------------- | ---------------------------- |
| Ilo         | baryton              | Leonard Warren               |
| Řecký bůh   | bas (basbaryton)     | Norman Cordon                |
| Telea       | soprán (mezzosoprán) | Astrid Varnay                |
| Luca        | tenor                | Raoul Jobin                  |
| Hlas rybáře | tenor                | John Carter                  |
| Dirigent:   | Dirigent:            | Ettore Panizza               |
| Režie:      | Režie:               | Lothar Wallenstein           |
| Výprava:    | Výprava:             | Richard Rychtařík            |

## Děj opery
(1. obraz) Rybář Ilo a jeho žena Telea na útěku před utlačovateli, kteří obsadili jejich zemi, připlouvají na opuštěný středomořský ostrov, kde naleznou zbořený chrám. Když Ilo vzdává chrámovému bohu díky za své bezpečné přistání, bůh oživne a nakáže Ilovi, aby chrám opravil.
(2. obraz) Zatímco Ilo je ponořen do práce, připluje na ostrov jiný rybář, Luca. Nejprve se setkává s Teleou, když se pak objeví Ilo, ptá se Luca neznámého páru, zda jim může nějak pomoci. Ilo jej odbývá s tím, že nemají ničeho zapotřebí, ale Telea svého muže obviní, že z pýchy nemluví pravdu. Nakonec Ilo zdráhavě povolí, aby jim Luca přinesl, co uzná za vhodné.
(3. obraz) Luca přinesl potraviny, hrozny a květiny. On a Telea se do sebe rychle zamilují a plánují, že spolu z ostrova uprchnou. Protože se bojí, že je Ilo může sledovat, opravují spolu rybářskou síť a hovoří spolu v podobě slovní hry. Když se ale nakonec obejmou, přiřítí se Ilo s kladivem v ruce a ohrožuje Lucu. Telea na manžela hodí rybářskou síť, spolu s Lucou ji uváží a prchají. Ilo se dovolává boha ostrova a skutečně se obloha zatáhne a moře rozbouří, Luca a Telea přesto šťastně odplují.
Ilo věří, že jej bůh ostrova opustil, a poznává, že se ho bůh bojí, nedbá proto jeho proseb ani výhrůžek a zničí obnovený chrám. Bůh pak Ila zabije, načež sám zanikne, protože nezbyl nikdo, kdo by jej uctíval.